# Jakob Latscha

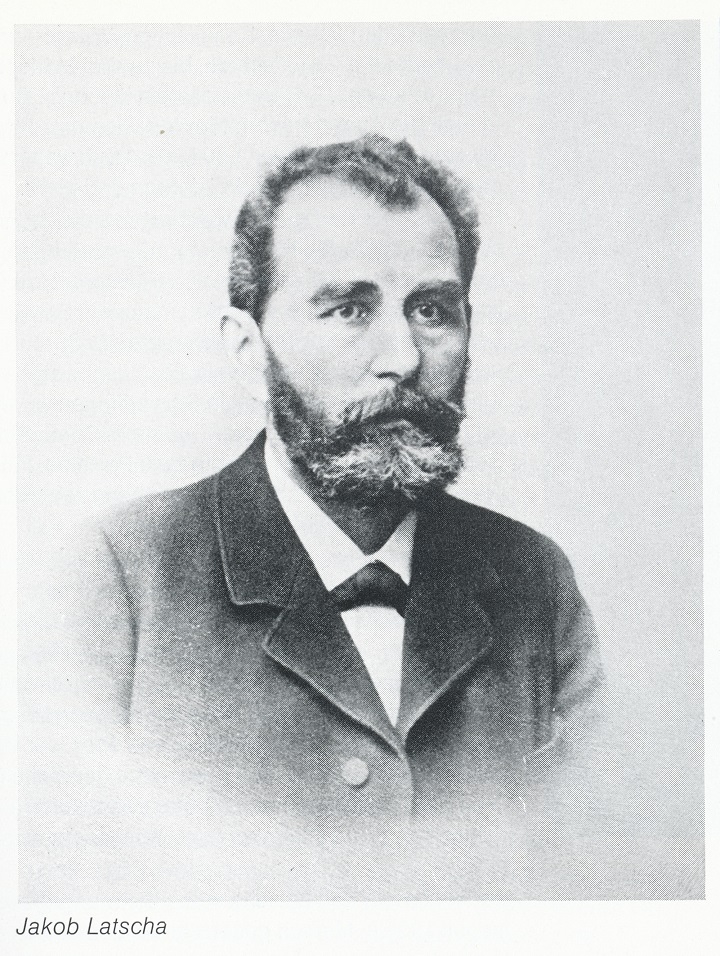
Porträt Jakob Latscha

Jakob Latscha (* 4. März 1849 in Friedelsheim; † 5. November 1912 in Frankfurt am Main) war ein Frankfurter Kaufmann und Mäzen.

## Leben
Jakob Latscha stammte aus einer Mennonitenfamilie, die aus dem Schweizer Simmental über das Elsass Anfang des 18. Jahrhunderts in die Pfalz gekommen war. Er wurde auf dem Schowalterhof in Friedelsheim bei Bad Dürkheim geboren. Über Mannheim und Essen kam er nach Frankfurt.
Wie viele Kaufleute seiner Zeit engagierte sich Latscha im sozialen Wohnungsbau und als Kunstmäzen. Um 1900 gründete der Frankfurter Unternehmer die Grundstücksgesellschaft Marioth-GmbH. Damit plante er, Wohneigentum für den „kleinen Mann“ zu fördern. 1904 wurde in Dreieich mit dem Bau der Villenkolonie Buchschlag bei Sprendlingen begonnen, einem der bedeutendsten architektonischen Ensembles des Jugendstils in Deutschland, und 1911 mit der Landhauskolonie Waldheim in Rumpenheim. Latscha kaufte auch den damals zu Rumpenheim gehörenden Lohwald. Die Marioth GmbH verkauft diesen während des Ersten Weltkriegs an die Stadt Offenbach, die das Gebiet erst Ende der Zwanziger Jahre zu einer erstmaligen Besiedelung nutzte.
Latscha starb 1912 in Frankfurt am Main. Er wurde auf dem Frankfurter Hauptfriedhof beigesetzt. Nach Jakob Latscha ist eine Straße in Dreieich-Buchschlag und seit 2009 eine im Frankfurter Ostend benannt.

## Firmengeschichte

Tragetasche aus den 1970er-Jahren

In Frankfurt am Main gründete Latscha 1882 sein eigenes Colonialwaren und Landproduktengeschäft in der Allerheiligenstraße in der Frankfurter Innenstadt. 1892 bestanden sieben Filialen in der Stadt, 1912 bereits 72. Die Lebensmittelgeschäfte boten günstige Preise, da sie ihre Waren direkt vom Erzeuger bezogen. Das „Anschreiben“ war in seinen Märkten nicht mehr möglich, es musste bar bezahlt werden. Das Firmenlogo – die drei aufeinander gesetzten L – symbolisierte den von Jakob Latscha entwickelten Werbeslogan „Latscha liefert Lebensmittel“.
Die Firma Jakob Latscha KG existierte bis in die 1970er Jahre als regionale Lebensmittel-Einzelhandelskette im Rhein-Main-Gebiet. 1973 bestand der Familienbetrieb aus über 250 Filialen, darüber hinaus auch Tankstellen, Schnellrestaurants, Warenhäuser und Autowaschstraßen. 1977 wurde der Betrieb an die Leibbrand-Gruppe verkauft. Die Filialen wurden seitdem unter der Marke HL-Markt geführt, inzwischen sind sie – soweit sie heute noch existieren – nach der kompletten Übernahme der Leibbrand-Gruppe durch die REWE-Gruppe 1989 in REWE umbenannt. 
Die ehemalige Firmenzentrale im Frankfurter Ostend zwischen Hanauer Landstraße und Osthafen gehörte ab 1978 dem ehemaligen Getränke-Großhändler Alexander Loulakis. Seit 2014 beherbergt sie das Frankfurter Atelierhaus Atelierfrankfurt e. V. Der Verein stellt dort im umgebauten ehemaligen Latscha-Lagerhaus Künstlern und Kreativen rund 130 Atelierräume zu günstigen Mieten zur Verfügung.